# Octomeles sumatrana
Octomeles sumatrana Miq. è un albero appartenente alla famiglia Tetramelaceae. È l'unica specie del genere Octomeles.

## Distribuzione e habitat
L'areale di questa specie si estende in Brunei, Indonesia, Malaysia, Nuova Guinea, nelle Filippine e nelle isole Salomone.